# Withypool
Withypool – wieś w Anglii, w hrabstwie Somerset, w dystrykcie (unitary authority) Somerset. Leży 84 km na południowy zachód od miasta Bristol i 250 km na zachód od Londynu. W 2001 miejscowość liczyła 230 mieszkańców.